# Avril 1986

## Événements

### Mardi1eravril
- Liban : le gouvernement français annonce le retrait immédiat de ses 45 derniers observateurs en poste à Beyrouth.

### Mercredi2 avril
- Quatre personnes perdent la vie lorsqu'une bombe explose à bord d'un Boeing 727 sur un vol de la Trans World Airlines entre Rome et Athènes.
- France : Jacques Chaban-Delmas est élu président de l’Assemblée nationale.
- Italie : création à Bari de la version napolitaine de I puritani, opéra de Vincenzo Bellini, 150 ans après la mort du compositeur.
- États-Unis : l’acteur Clint Eastwood est élu maire de la municipalité de Carmel-by-the-Sea en Californie.

### Jeudi3 avril
- Naissance d'Amanda Bynes, actrice américaine.
- Décès de Charles Moeller, théologien et écrivain belge, à l'âge de 74 ans.

### Vendredi4 avril
- États-Unis : la Sigma Lambda Beta International Fraternity, Inc. est fondée à l'Université de l'Iowa.
- Décès de Wallis Simpson, duchesse de Windsor, à l'âge de 90 ans.

### Samedi5 avril
- RFA : attentat terroriste dans une discothèque de Berlin-Ouest, connue pour être fréquentée de soldats américains. Trois personnes sont tuées et 230 autres blessées. La Libye est accusée.
- États-Unis : le musicien français Jean-Michel Jarre donne un concert en plein air à Houston (Texas).
- Philippines : depuis Hawaï, où il est réfugié, Ferdinand Marcos appelle les soldats philippins à soutenir Cory Aquino.

### Dimanche6 avril
- Suisse : élections cantonales dans le canton des Grisons. Reto Mengiardi (PRD), Donat Cadruvi (PDC) et Christoffel Brändli (UDC) sont élus au Conseil d’État lors du 1er tour de scrutin.
- Belgique : le coureur cycliste néerlandais Adrie van der Poel remporte le Tour des Flandres.
- France : Édouard Balladur annonce une dévaluation du franc de 3 %.
- Irlande du Nord : les forces de police britanniques investissent le quartier général de l'Ulster Defence Association, organisation paramilitaire protestante[1].

### Lundi7 avril
- Québec : le sergent Serge Lefebvre est reconnu coupable du meurtre de deux policiers de la ville de Québec en juillet 1985. Il écope de 25 ans de prison.
- Décès de Leonid Kantorovitch, prix Nobel d'économie 1975, à l'âge de 74 ans.

### Mercredi9 avril
- Discours du nouveau premier ministre français, Jacques Chirac[2].
- Cyclisme : le coureur cycliste italien Guido Bontempi remporte la classique Gand-Wevelgem.

### Jeudi10 avril
- Bertrand Poirot-Delpech est élu à l'Académie française au fauteuil de Jacques de Lacretelle.
- Pakistan : Benazir Bhutto rentre à Lahore au terme d'un exil de deux années au Royaume-Uni.
- France : parution de la version française du best-seller allemand Tête de turc (livre) de Günter Wallraff.

### Vendredi11 avril
- Décès d'Aymar Achille-Fould, homme politique français.

### Dimanche13 avril
- Vatican : le Vatican publie une Instruction sur la liberté chrétienne et la libération, où le recours des opprimés à la résistance n’est pas exclu.
- Vatican et Italie : première visite d’un pape à la grande synagogue de Rome : Jean-Paul II est reçu par le grand rabbin Elio Toaff.
- Formule 1 : le Grand Prix d'Espagne est remporté par le pilote automobile brésilien Ayrton Senna.

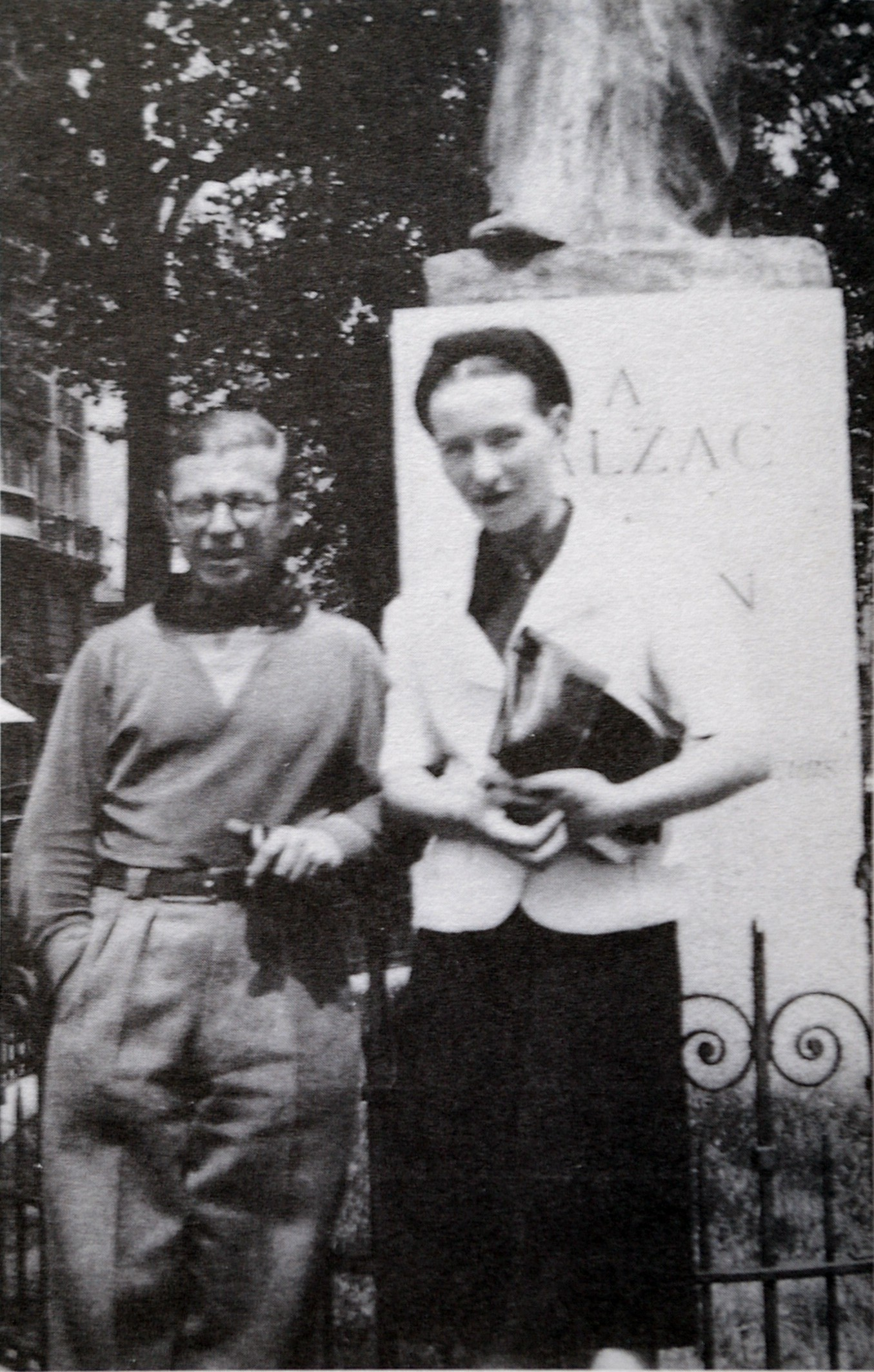
Simone de Beauvoir et Jean-Paul Sartre

- Cyclisme : l'Irlandais Sean Kelly remporte la classique Paris-Roubaix.

### Lundi14 avril
- Bangladesh : une averse de grêle s'abat sur le district de Gopalganj. 92 personnes décèdent (des grêlons de près d'1 kg ont été retrouvés).
- Décès de Simone de Beauvoir, écrivain français, à l'âge de 78 ans.
- Discours de Ronald Reagan après le bombardement en Libye faisant suite à un attentat à Berlin-Ouest dans une discothèque fréquentée par des soldats américains[3].
- Afrique du Sud : Desmond Tutu est élu à la tête de l'Église anglicane d'Afrique australe[1].

### Mardi15 avril
- États-Unis et Libye : en représailles d'activités terroristes, les États-Unis lancent l'Operation El Dorado Canyon qui consiste à bombarder des cibles sur le territoire libyen. Des raids massifs sont lancés sur Tripoli. Un affrontement aérien a lieu dans le golfe de Syrte. Le bombardement fait une centaine de victimes selon des diplomates en place à Tripoli. Le domicile de Kadhafi est visé et une de ses filles adoptives est tuée.
- France : le vice-président du Conseil national du patronat français (CNPF) Guy Brana échappe à une tentative d'assassinat.
- Décès de Jean Genet, écrivain français, à l'âge de 76 ans.

### Mercredi16 avril
- Suisse  : Günther Tschanun, chef de la police des constructions de la ville de Zurich, abat quatre de ses collaborateurs et blesse grièvement un cinquième.
- France : Lionel Cardon est condamné pour l'assassinat du brigadier Hochard à la réclusion criminelle à perpétuité.
- Cyclisme : le coureur cycliste français Laurent Fignon remporte la Flèche Wallonne.

### Jeudi17 avril
- Début de l'Affaire Hindawi (en), lorsqu'une irlandaise est découverte portant des explosifs sur un vol El Al entre Londres et Tel Aviv.
- Québec : le Québec annonce des coupures de 8 millions de dollars à Radio-Québec.
- Liban et Royaume-Uni : le journaliste britannique John McCarthy est enlevé à Beyrouth (il sera relâché en août 1991) ; trois autres personnes sont retrouvées mortes. Le groupe Revolutionary Cells (RZ) revendique l'enlèvement pour se venger des bombardements américains en Libye.
- Pays-Bas et Royaume-Uni : un traité met fin à la Guerre de Trois Cent Trente-Cinq Ans entre les Pays-Bas et les îles Sorlingues.

- Décès de Marcel Dassault, avionneur français, à l'âge de 94 ans.

### Samedi19 avril
- Naissance de Candace Parker, basketteuse américaine.
- France : Action directe revendique la tentative d'assassinat du vice-président du Conseil national du patronat français (CNPF) Guy Brana

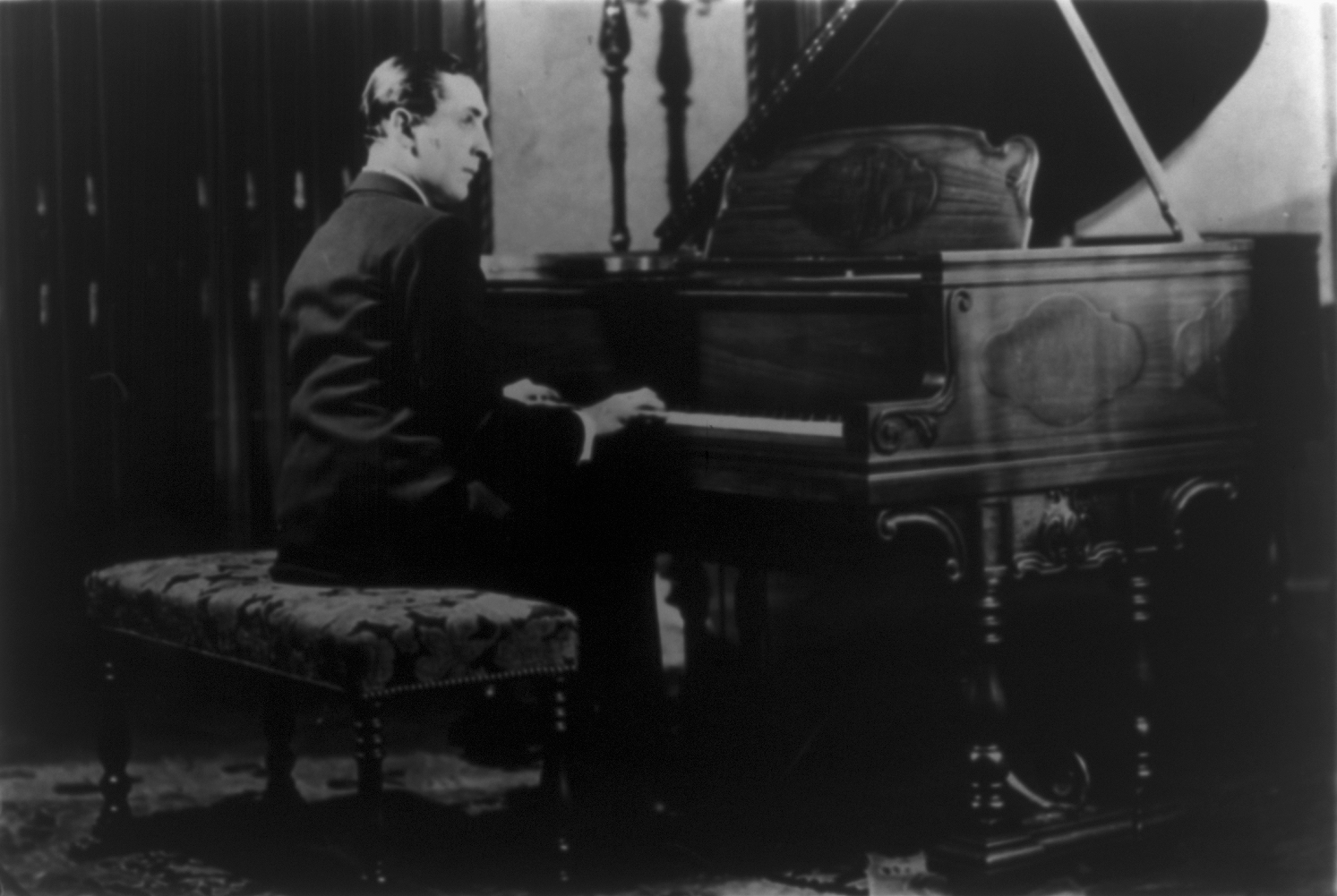
Vladimir Horowitz au piano

### Dimanche20 avril
- URSS : concert à Moscou du pianiste Vladimir Horowitz, après 61 ans d'exil.
- Cyclisme : le coureur cycliste italien Moreno Argentin remporte la classique Liège-Bastogne-Liège.
- Naissance de Julien Bahain, rameur français en aviron.

### Mercredi23 avril
- Décès de Otto Preminger, réalisateur américain d'origine autrichienne, à l'âge de 80 ans.

### Jeudi24 avril
- Suisse : après quatre journées consécutives de pluie, plusieurs villages du Tessin sont coupés du reste du monde et le lac Majeur déborde.

### Vendredi25 avril
- Swaziland : couronnement du roi Mswati III.
- Espagne : un attentat à la voiture piégée dans Madrid est imputé à l’ETA. Il fait 5 morts[1].
- Québec : le comité Rondeau suggère l'amnistie pour les élèves qui se sont inscrits illégalement à l'école anglaise depuis l'adoption de la loi 101 en 1977.
- Football : Paris Saint-Germain remporte son premier titre de champion de France de première division.

### Samedi26 avril
- Mariage d'Arnold Schwarzenegger et Maria Shriver.
- URSS : le réacteur numéro 4 de la centrale nucléaire de Tchernobyl explose à 1 h 23. La catastrophe de Tchernobyl aurait fait 32 morts et 200 blessés d'après les autorités. Un nuage radioactif, toxique et cancérigène, se forme et commence à se répandre. Cet incident a eu des retombées mondiales.
- France : un attentat à l’explosif détruit à Lyon (Rhône) les bureaux des sociétés américaines Control Data Corporation et American Express.

### Dimanche27 avril

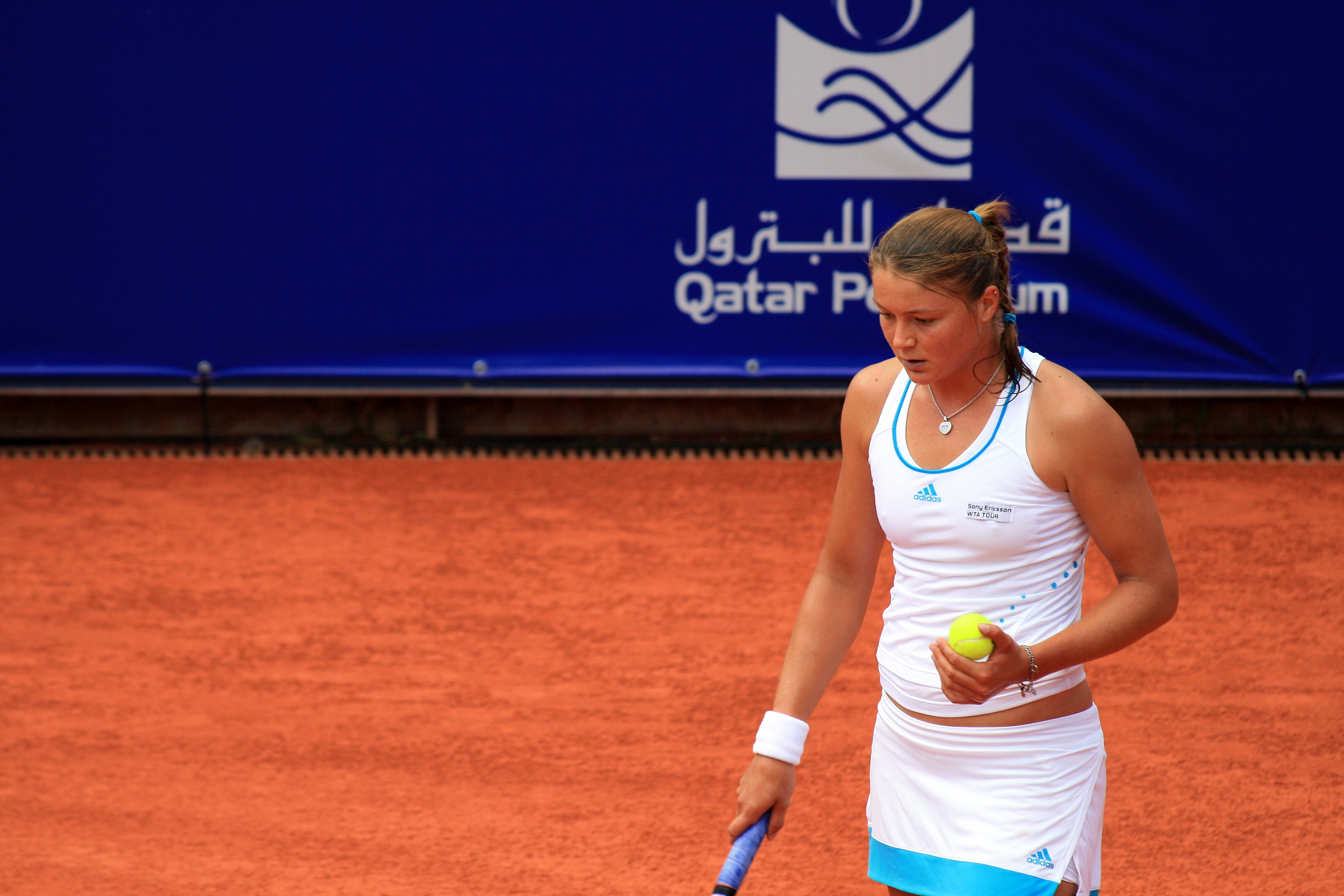
Dinara Safina en 2008

- Suisse : élections cantonales à Berne. Rene Baertschi (PSS), Peter Schmid (UDC), Ueli Augsburger (UDC), Bernhard Mueller (UDC), Kurt Meyer (PSS), Peter Siegenthaler (UDC) et (PSS) sont élus au Conseil d’État lors du 1er tour de scrutin.

- Suisse : élections cantonales aux Grisons. Luzi Baertsch (UDC) et Joachim Caluori (PDC) sont élus au Conseil d’État lors du 2e tour de scrutin.
- Naissance de Dinara Safina, joueuse de tennis russe.
- Formule 1 : le Grand Prix automobile de Saint-Marin est remporté par le pilote automobile français Alain Prost.

### Lundi28 avril
- France : début de l'Affaire du Carrefour du développement.

### Mardi29 avril
- France : entrée en France du nuage radioactif de Tchernobyl : la vérité est dissimulée.

### Mercredi30 avril
- France : les Girondins de Bordeaux remportent la Coupe de France en s'imposant face à l'Olympique de Marseille sur le score de 2-1 après prolongation. C'est la deuxième Coupe de France remportée par les girondins.

## Naissances
- 1er avril :
  - Dejan Borovnjak (Дејан Боровњак), basketteur serbe.
  - Marianne Kaufmann-Abderhalden, skieuse alpine suisse.
  - Yurika Nakamura, athlète japonaise.
  - Hillary Scott, chanteuse américaine (Lady Antebellum).
  - Ireen Wüst, patineuse de vitesse néerlandaise.
- 2 avril : 
  - Ibrahim Afellay, footballeur néerlandais.
  - Drew Van Acker, acteur et mannequin américain.
- 3 avril : Amanda Bynes, actrice américaine.
- 5 avril : 
  - Anzor Boltukayev, lutteur russe.
  - Wuta Dombaxe, handballeuse angolaise.
  - Kenichi Hayakawa, joueur de badminton japonais.
  - Róbert Kasza, pentathlonien moderne hongrois.
  - Ri Song-chol, patineur artistique nord-coréen.
  - Camélia Sahnoune, athlète algérienne.
  - Albert Selimov, boxeur russe naturalisé azerbaïdjanais.
- 6 avril : Valérie Hayer, femme politique française.
- 9 avril : Leighton Meester, actrice américaine.
- 19 avril : Candace Parker, basketteuse américaine.
- 22 avril :  Amber Heard, actrice américaine.
- 23 avril :
  - Sven Kramer, patineur de vitesse néerlandais.
  - Alberto Aguilar, matador espagnol.
- 27 avril : Dinara Safina, joueuse de tennis russe.
- 28 avril : Jenna Ushkowitz, actrice et chanteuse américaine.
- 29 avril : 
  - Tommy Ramos, gymnaste portoricain.
  - Wily Mignon, Chanteur beninois († 4 février 2025).
- 30 avril : Dianna Agron, actrice et chanteuse américaine.

## Décès
- 3 avril : Charles Moeller, théologien et écrivain belge (° 18 janvier 1912).
- 12 avril :
  - Joseph Dervaes, coureur cycliste belge (° 27 octobre 1906).
  - François Neuville, coureur cycliste belge (° 24 novembre 1912).
- 14 avril : Simone de Beauvoir, écrivain français (° 9 janvier 1908).
- 15 avril : Jean Genet, écrivain français (° 19 décembre 1910).
- 16 avril : Pia Colombo, chanteuse française (° 6 juillet 1934).
- 17 avril : Marcel Dassault, avionneur français (° 22 janvier 1892).
- 22 avril : Mircea Eliade, historien des religions et philosophe roumain (° 9 mars 1907).
- 23 avril : Otto Preminger, réalisateur d'origine autrichienne (° 5 décembre 1906).
- 24 avril : Wallis Simpson, duchesse de Windsor (° 19 juin 1895 ou 1896).
- 29 avril : Henri de France (1911-1986), ingénieur français (° 7 septembre 1911)
- 30 avril : Robert Stevenson (réalisateur), réalisateur américain (° 31 mars 1905)